# Varlam Avanesov

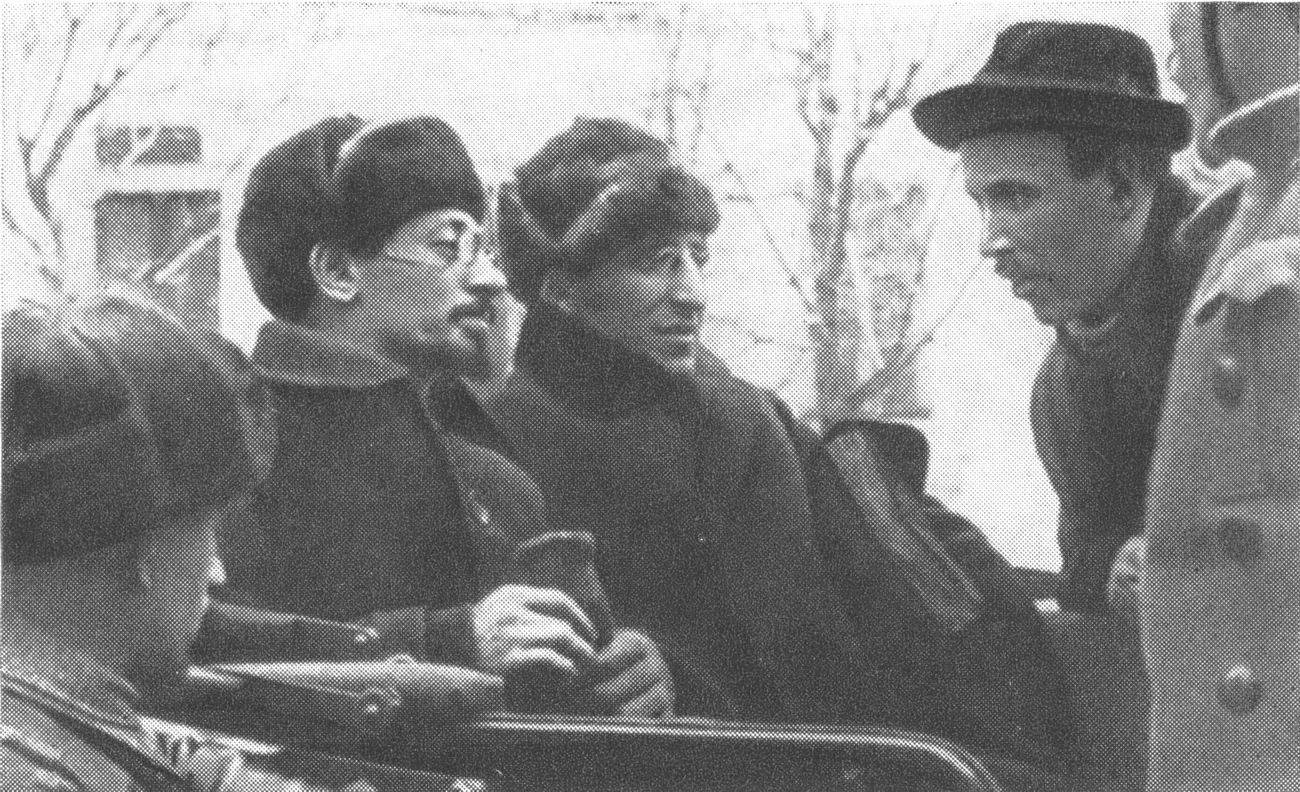
Jakov Sverdlov, Avasenov och Demjan Bednyj 1918.

Varlam Aleksandrovitj Avanesov (ryska: Варлаам Александрович Аванесов), född Suren Karpovitj Martirosjan (ryska: Сурен Карпович Мартиросян) 1884 i Kars oblast (idag Turkiet), död 16 mars 1930 i Moskva, var en sovjetisk revolutionär och politiker.
Avanesov föddes i en armenisk bondefamilj. 1903 blev han medlem i Rysslands socialdemokratiska arbetareparti; vid partisplittringen samma år anslöt han sig till den mensjevistiska fraktionen, men bytte 1914 sida till bolsjevikerna. Han deltog aktivt i 1905 års ryska revolution i Nordkaukasus. Därefter bodde Avanesov i Schweiz 1907–1913, där han bedrev studier vid Zürichs universitet.
Efter februarirevolutionen 1917 blev Avanesov medlem i Moskvasovjetens presidium. Efter oktoberrevolutionen samma år innehade han en rad framträdande politiska positioner, bland annat som medlem av allryska centrala exekutivkommitténs presidium från 1917, vice folkkommissarie för arbetar- och bondeinspektionen och styrelseledamot för Tjekan 1920–1924 samt vice folkkommissarie för utrikeshandel 1924–1925. Avanesov avled i tuberkulos 1930.